# 教育社会学
教育社会学（きょういくしゃかいがく、英語: sociology of education）は、教育学および社会学の一分野であり、教育事象を社会学の手法を用いて明らかにする教育学と社会学の中間に位置する学問分野であり、社会制度や個人の経験が教育制度やその成果に与える影響を研究する。

## 概要
教育とは、前進や改良を目指すために、意図的、計画的に働きかける人類の営みである。多くの人々にとって、教育とは万人のためのものであり、障壁を乗り越えるための手段、さらなる平等を達成するための手段、富と名誉を獲得するための手段である。また教育とは、子どもたちが固有の必要性や潜在能力に従って成長できる場でもある。ならば教育の目標とは、潜在能力を最大限に引き出していくことでなければならないし、さらには生まれつきの能力が許すもの以上の可能性を育むことでなければならない。しかし現実は、そのような前途有望なものではない。
多くの社会学者によれば、現実においては、教育は、個に応じるのではなく、社会的な目標に向けて機能しており、不平等の再生産を行いながら社会の安定性の維持を目指してきた。ただし、問題への研究者の取り組み方によって、どのような目的のために安定性が維持されてきているのかに関しての見解は異なってくる。テーマは、学校の選抜過程、学歴と職業達成、エリート中等教育の構造と機能、ジェンダーと教育、逸脱の社会的構築、青年文化など。質的・量的データを使用する実証的研究から、理論的研究や歴史社会学的研究も行う。
近年、学校教育の見直しも盛んになる中、たとえば以下の参考文献（『FD改革下における語学教員への7人の新提案』）では言語学・心理学・言語文化学などの研究成果を取り込み、教育社会学の観点から現在の大学教育の問題点とその改善策も提案されている。

## 歴史・性格
20世紀初頭、アメリカ合衆国において制度的に成立。当時アメリカでは、プラグマティズム的思想を背景にして、学問にも技術的・応用科学的な考え方が強く、教育社会学も社会問題解決の手段として教育を捉えたり、カリキュラム構成の客観的基礎を与えるための科学として自らを性格づける傾向があった。つまり教育社会学は「教育がいかにあるか」という事実判断ではなく、「教育がいかにあるべきか」という価値判断を重視し、科学的価値より実践的・規範的価値を重んじた。こうした初期の教育社会学は「教育的社会学（educational sociology）」と呼ばれる。
これに対して、第二次世界大戦後、ブルックオーヴァーなどが「教育の社会学」を主張し、教育社会学は客観的・実証的・没価値的な社会学の下位領域であるべきとされた。その結果、第二次世界大戦後、教育社会学は多くの国で順調に発展し、学問的市民権を得るとともに、教育実践および教育政策に対しても大きな発言力をもつに至った。つまり、戦後の教育社会学の最大の特徴は、応用科学から純粋科学へと脱皮し、価値判断に代わって事実分析に自らの使命を限定したことにある。そのため、タルコット・パーソンズ 、ロバート・キング・マートンに代表される「機能主義」をおもな理論枠組みとし、研究方法には実証的手法を用いることが多い。
しかし、1970年代に入ると、批判的なラディカル社会学などの影響により、イギリスにおいて教育社会学の新しい方向が示された。これが「新教育社会学」である。その主張によれば、機能主義は一方では社会の統合を前提とし、没価値性を強調するが、まさにそのために社会の現体制維持に奉仕している。さらに、主唱者ヤングによると、新教育社会学は合理性や科学のドグマに挑戦し、とくに知識の社会的組織の問題、すなわちある知識や基準がなにゆえに、またいかにして教育を支配するようになるかをこそ、問わねばならない。こうした潮流のなかで、バジル・バーンステインの言語コード論などが生まれることになった。
また、1980年代に入ると、教育社会学は、アメリカを中心とした精緻化された実証研究と、イギリスなどを中心とする微視的・解釈学的研究とに二極分化する傾向が見られるようになった。

## 教育社会学の研究領域
教育社会学では、主に3つの主要研究領域がある。
1. 「社会としての教育」。教育を一つの社会的な事実・活動・現象・体系・制度と考え、その社会構造・社会過程・社会関係・社会規範を研究する。たとえば、形式的・非形式的な社会集団としての学校や学級の実態、教授・学習過程の構造を分析することである。
2. 「社会から教育へ」。教育に対する社会的規定条件の研究である。たとえば、政治・経済・マスコミ・地域社会など、各種の社会や集団が教育にいかなる影響を及ぼすかの研究。しかし、教育は社会から規定されるだけではなく、社会に対して各種の影響を与えている。
3. 「教育から社会へ」。近年の、過度の受験競争、いじめ、不登校・引きこもり、少年犯罪、校内暴力・非行などの、教育の機能不全、葛藤現象も研究対象とされる。こうした教育問題（教育病理）は教育社会学の重要な研究対象であり、この分野は特に教育病理学と呼ばれる。

これからの課題として、第1に、計量的手法の精緻化とともに現象学的・解釈学的手法の開発、第2に従来不問にしてきた価値判断の問題、第3に教育実践への貢献、などがあげられる。

## 理論的視点

### 政治算術
教育社会学における政治算術の伝統は、経済的条件、物質的条件といった構造的要因を考える、いわゆる構造主義に依拠し、それを量的に測定することで人々の不平等問題にアプローチしていた。この政治算術の視座で重要な研究は1954年のものがある。学校の構造がイギリスでの不平等を示唆するという内容であった。政治算術の伝統は質的研究を重んじる学派に攻撃されて下火になったが、他の方法と合わさりながら現在に至る。

### 構造機能主義
構造機能主義の立場からは、社会は社会的均衡と社会秩序の傾向があると主張されている。彼らは社会とは人体のようなものであり、教育は体の一つの臓器で、その健康状態を保つことで社会全体の健康を保つことができるとしている。

## 関連する人物
- エミール・デュルケム (Durkheim, E.)
- フィリップ・アリエス (Aries, P.)
- ミシェル・フーコー (Foucault, M.)
- イヴァン・イリイチ (Illich, I.)
- ピエール・ブルデュー (Bourdieu, P.)

- 麻生誠
- 天野郁夫
- 新井郁男
- 荒井克弘
- 荒牧草平
- 有本章
- 今津孝次郎
- 稲垣恭子
- 岩井八郎
- 岩内亮一
- 岩永雅也
- 潮木守一
- 内田良
- 江原武一
- 小内透
- 片岡徳雄
- 門脇厚司
- 金子元久 (教育学者)
- 苅谷剛彦
- 喜多村和之
- 木原孝博
- 河野重男
- 小林雅之 (教育学者)
- 柴野昌山
- 澁谷知美
- 志水宏吉
- 清水義弘
- 新堀通也
- 末吉悌次
- 住田正樹
- 園田英弘
- 竹内洋
- 立田慶裕
- 恒吉僚子
- 寺沢拓敬
- 永井道雄
- 中村高康
- 灘本昌久
- 橋本鉱市
- 浜田陽太郎
- 濱中淳子
- 林芳樹
- 原田彰
- 広田照幸
- 福永英雄
- 藤田英典
- 布施鉄治
- 本田由紀
- 牧野巽
- ましこ・ひでのり
- 松浦善満
- 松原治郎
- 丸山真純
- 森楙
- 山崎博敏
- 山田哲也 (社会学者)
- 山野井敦徳
- 山内乾史
- 山村賢明
- 山本眞一
- 山本哲士
- 渡辺秀樹